# Aclista testacea
Aclista testacea är en stekelart som först beskrevs av Thomson 1858.  Aclista testacea ingår i släktet Aclista, och familjen hyllhornsteklar. Arten är reproducerande i Sverige.